# Ogljikov dioksid
Ogljíkov díoksíd (zastarelo ogljikov dvokis) je pri standardnih pogojih plin s kemijsko formulo CO2. V majhni količini (0,03 %) je navzoč v Zemljinem ozračju, kjer deluje kot toplogredni plin. Ljudje ga veliko uporabljamo v vsakdanjem življenju
Ogljikov dioksid nastaja pri zgorevanju organskih snovi, če je na voljo zadostna količina kisika. Nastaja tudi pri celičnem dihanju, številni mikroorganizmi ga proizvajajo pri fermentaciji. Rastline porabljajo ogljikov dioksid pri fotosintezi, procesu, v katerem se ogljik in kisik porabljata za sintezo ogljikovih hidratov. Poleg tega rastline sproščajo kisik v ozračje, ki se nadalje porablja za dihanje heterotrofnih organizmov. Pomembno vlogo ima v ogljikovem ciklu.

## Fizikalne in kemijske lastnosti
Ogljikov dioksid je brezbarven plin, ki ob vdihavanju v visokih koncentracijah (kar je povezano z nevarnostjo zadušitve) povzroči v ustih kisel okus, v nosu in grlu pa pekoč občutek. Oba pojava povzroča ogljikova kislina, ki nastaja ob raztapljanju ogljikovega dioksida v sluznici.
Gostota CO2 pri 298 K je 1,98 kg m−3, kar je približno 1,5-kratna vrednost gostote zraka. Molekula ogljikovega dioksida (O=C=O) vsebuje dve kovalentni vezi, je linearne oblike in nima električnega dipolnega momenta. Ker je povsem oksidirana, ogljikov dioksid ni zelo reaktiven in ni vnetljiv.
Pri temperaturi, nižji od -78 °C in atmosferskem tlaku ogljikov dioksid kondenzira v trdnino bele barve, imenovano suhi led. Kapljevinska oblika obstaja le pri tlaku, večjem od 5,1 bara
(trojna točka je pri 216,55 K in 5,17·105 Pa), pri atmosferskem tlaku pa v procesu, imenovanem sublimacija, preide neposredno iz trdne v plinasto fazo. Nad kritično točko se ogljikov dioksid pojavi v obliki, ki jo imenujemo superkritični ogljikov dioksid.
Ogljikov dioksid je zelo dobro topen v vodi. Pri standardnih pogojih dana prostornina vode absorbira enako prostornino ogljikovega dioksida. Približno 1 % raztopljenega ogljikovega dioksida se pri tem pretvori v ogljikovo kislino, ta pa nadalje delno disociira in tvori bikarbonatne in karbonatne ione.
Ogljikov dioksid je zelo uporaben pri varjenju kot zaščitni plin.

## Zgodovina človeškega razumevanja
Ogljikov dioksid je prvi izmed plinov, katerega so ljudje hitro prepoznali in ločili od zraka. V sedemnajstem stoletju je nizozemski kemik Jan Baptist van Helmont opazil,da je po gorenjo oglja,ostalo manj trde snovi. Po njegovem mnenju, pa naj bi se oglje med gorenjem spremenilo v nevidno snov, plin.
Lastnosti ogljikovega dioksida je začel preučevati že leta 1750 škotski znanstvenik Joseph Black. Ugotovil je, da nastane pri toplotni in kislinski obdelavi apnenca oziroma kalcijevega karbonata. 
Ugotovil je, da  prisotnost ogljikovega dioksida ne omogoča gorenja ali dihanja. Raziskoval je ta pojav in ugotovil, da ogljikov dioksid proizvajajo tudi vsa živa bitja, od ljudi, rastlin in živali. Angleški kemik [[Joseph Priestley je leta 1772 objavil publikacijo z naslovom impregnacija vode. V publikaciji je opisal proces oziroma kaj se zgodi, če kapnemo žveplovo kislino na apnenec oziroma kalcijev karbonat. Poizkus je opravil v zaprti posodi, ko je stresal apnenec polit z vodo. To lahko štejemo za iznajdbo sodavice.
Leta 1823 sta Humphry Davy in Michael Faraday prvič utekočinila ogljikov dioksid pri visokem tlaku. Leta 1834 je Charles Thilorier z ohlajanjem in spremenjenim tlakom pripravil trdo obliko ogljikovega dioksida. Pri odprtju posode pod tlakom je ugotovil, da pri hitrem izparevanju tekočine iz ohlajenega ogljikovega dioksida nastanejo kristali podobni snežinkam.

## Proizvodnja
Ogljikov dioksid se lahko pridobi z destilacijo zraka. Vendar pa se tako lahko pridobi le male količine CO2. Spada med reaktivne snovi, vendar pa zelo dobro reagira s kislinami in kovinskimi karbonati. Tu lahko vidimo potek reakcije solne kisline in apnenca oziroma krede.
2 HCl + CaCO3  →  CaCl2 + H2CO3
Potem H2CO3 razpade na vodo in CO2. Pri takšnih reakcijah pa lahko opazimo penjenje. V industriji se velikokrat uporablja take reakcije za nevtralizacijo kislih spojin.
Pri pridobivanju apna se pri segrevanju CaCO3 na temperaturi 850 °C sprošča CO2.
CaCO3  →  CaO + CO2
Pri zgorevanju fosilnih goriv, ki vsebujejo ogljik, kot so metan, zemeljski plin, bencin, plinsko olje, kerozin, propan, premog in les, nastajajo velike količine ogljikovega dioksida.
CH4 + 2 O2  →  CO2 + 2 H2O
Pri pridobivanju železa v  plavžu se ob zgorevanju koksa sproščajo velike količine ogljikovega dioksida.
Fe2O3 + 3 CO → 2 Fe + 3 CO2
Tudi pri alkoholnem vrenju nastane ogljikov dioksid. podobna reakcija poteka tudi ob proizvodnji bioetanola.
C6H12O6  →  2 CO2 + 2 C2H5OH
Vsi aerobni organizmi proizvajajo CO2 pri oksidaciji ogljikovih hidratov in maščobnih kislin.  
Rastline uporabljajo CO2 in vodo pri postopeku fotosinteze.
nCO2 + nH2O  →  CH2n + nO2

## Uporaba
Ogljikov dioksid se uporablja v prehranjevalni, kemični industriji in petrokemiji. Najdemo ga v mnogih izdelkih, pri katerih je potrebno za njihovo shranjevanje uporabiti pritisk plina. Je negorljiv, poceni in preide v tekočo obliko pri sobni temperaturi pri tlaku 60 bar, kar tudi omogoča, da ga uporabi več kot bi se ga lahko. Uporablja se tudi za hitro izhlapevanje tekočine ogljikovega dioksida se uporablja za razstreljevanje v rudnikih premoga. Visoka koncentracija ogljikovega dioksida pa se lahko uporablja za uničevanje škodljivcev.

### Pijače
Ogljikov dioksid se uporablja za izdelavo brezalkoholnih pijač in sodavice. S pomočjo naravne fermentacije nastaneta vino in pivo. Pri proizvodnji alkoholni pijač, pa se danes zaradi kakovosti in hitrosti priprave uporablja umetno vrenje, tako imenovano dodajanje kvasovk. Za serviranje točenega piva, pa se še vedno uporabljajo aluminijasti zaboji kjer se ogljikov dioksid uporablja kot potisni plin.

### Hrana
Nekdaj popularni bonboni "pokalice" so narejeni z ogljikovim dioksidom pod določenim tlakom. V ustih se pričnejo topiti in takrat slišimo uhajanje in pokanje mehurčkov ogljikovega dioksida.
Kvas povzroča nastanek ogljikovega dioksida kateri omogoča fermentacijo sladkorja, kar omogoči, da testo vzhaja. Tudi pecilni prašek in soda ob primerni temperaturi in PH vrednosti proizvajata ogljikov dioksid, kateri tudi omogoča fermentacijo sladkorja.

### Pnevmatski sistemi (pnevmatike pri avtomobilu)
Ogljikov dioksid je eden izmed najbolj pogostih stisnjenih plinov v pnevmatskih sistemih. Uporablja se ga tudi kot polnilo pnevmatik na vozilih.

### Gasilni aparati
Ogljikov dioksid se uporablja tudi kot sredstvo za gašenje. Z njim je možno gasiti tudi ogenj,kateri je nastal na električni napeljavi. Prav tako se veliko uporablja kot gasilno sredstvo v fiksnih protipožarnih sistemih za lokalno uporabo posebnih nevarnosti in skupno. Mednarodna pomorska organizacija za standardizacijo, je sistem ogljikovodikovega dioksida za gašenje,priznala za protipožarno zaščito ladij in strojnice. Gašenje z ogljikovim dioksidom,pa je v zaprtih prostorih lahko tudi nevarno.Od leta 1975 je bilo zabeleženih 72 smrtnih žrtev in 145 poškodb.

### Varjenje
ogljikov dioksid uporabljamo tudi za varjenje. Spoji kateri nastanejo pri varjenju z ogljikovim dioksidom so slabše kvalitete, ker s časoma postanejo krhki zaradi nastanka ogljikove kisline. Uporablja se za varjenje zato ker je cenejši kot sta kot argon ali helij.

### Odstranjevanje kofeina
Tekoči ogljikov dioksid je dobro topilo za veliko organskih spojin in se uporablja za odstranjevanje kofeina iz kave.

### Farmacevtski in kemijski izdelki
Ogljikov dioksid so pričeli uporabljati zaradi netoksičnosti v farmaciji in kemični industriji kot alternativo tradicionalnim topilom. V kemični industriji se ogljikov dioksid uporablja za proizvodnjo sečnine, karbonatov in bikarbonatov.